# Cicindela viridicollis
Cicindela viridicollis este o specie de insecte coleoptere descrisă de Pierre François Marie Auguste Dejean în anul 1831. Cicindela viridicollis face parte din genul Cicindela, familia Carabidae. Această specie nu are alte subspecii cunoscute.